# جنگل‌زدایی

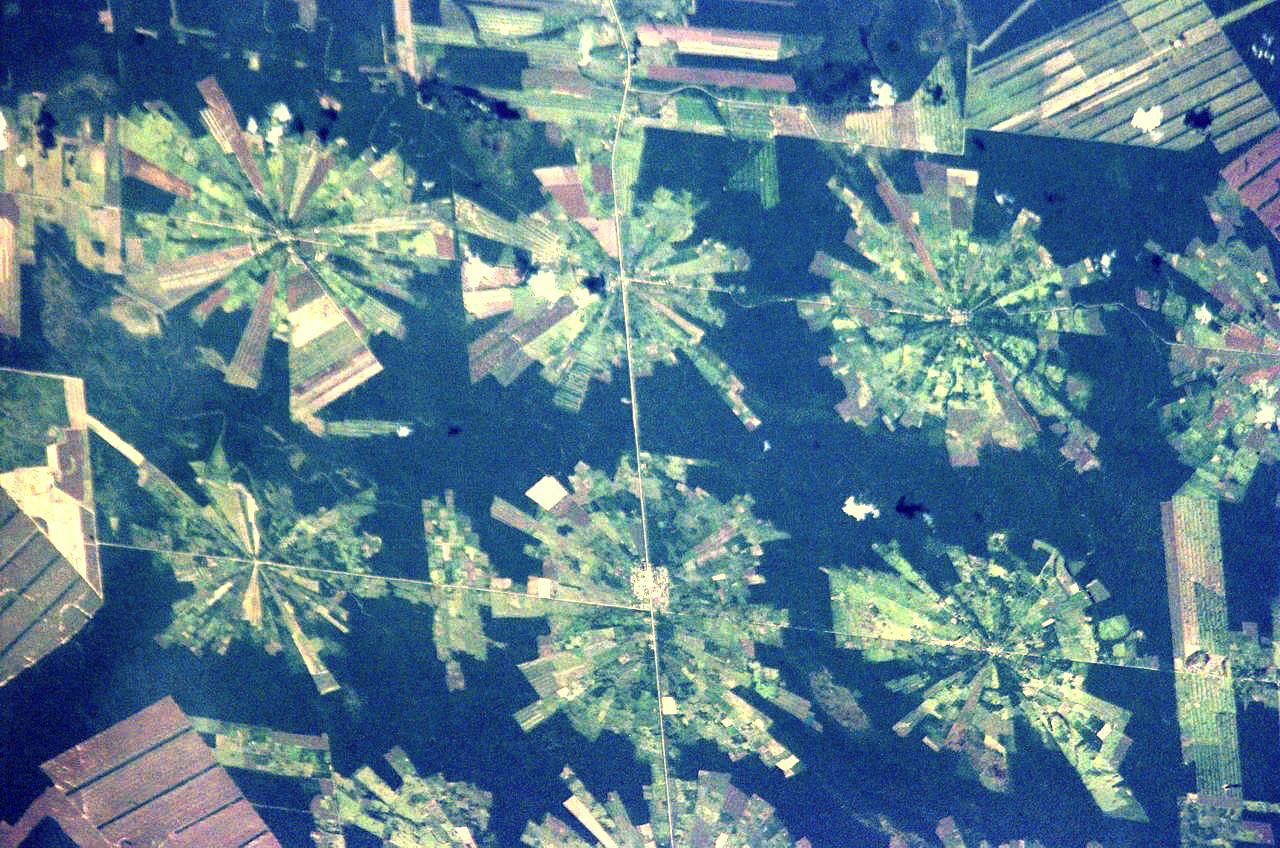
تصویر ماهواره‌ای از جنگل‌زدایی در کشور بولیوی

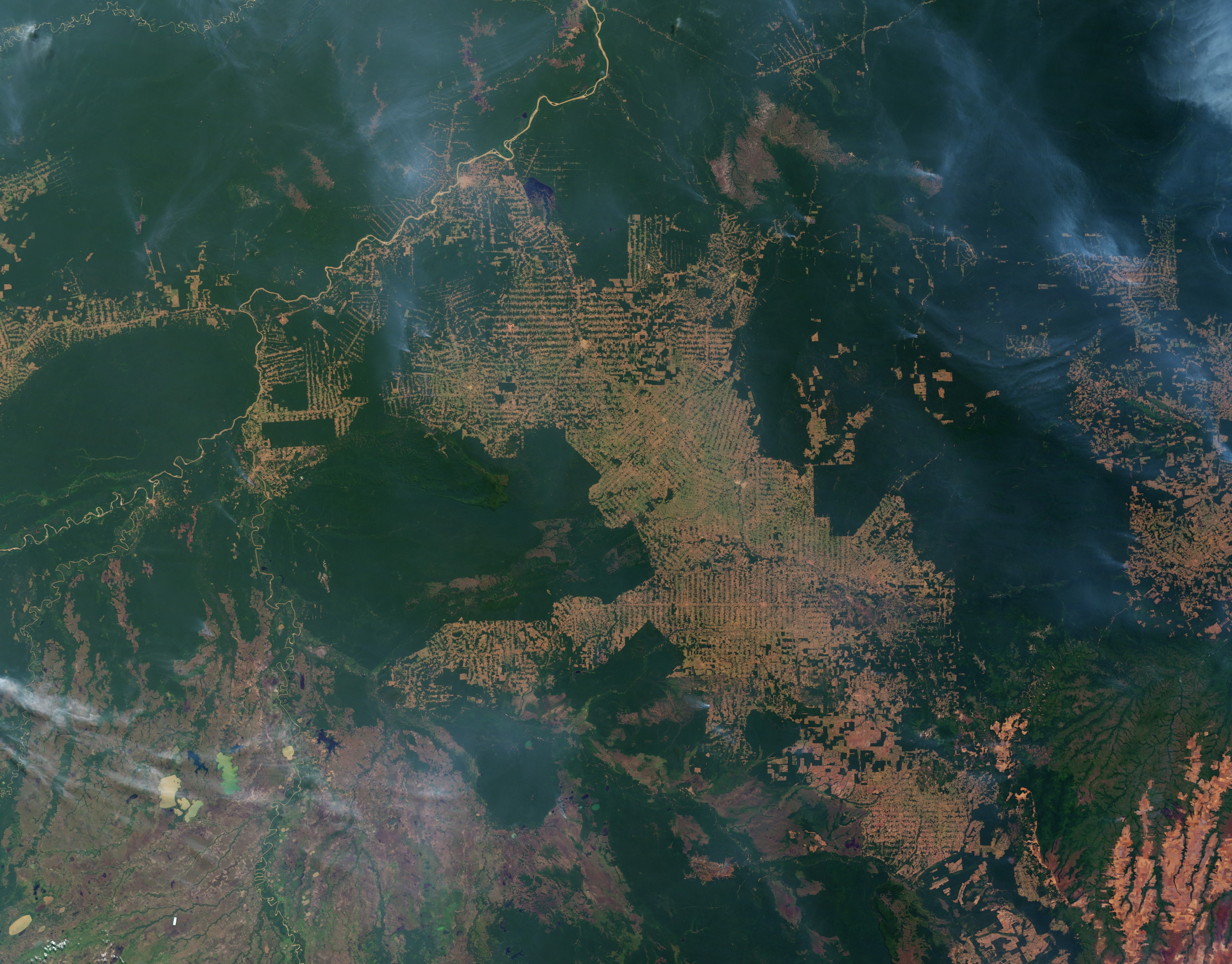
بخش جنوبی (روی نقشه) در روندونیا برزیل تنها یکی از مناطق بزرگ نابود شده به دست انسان است که در سرتاسر حاشیه جنوبی آمازون امتداد یافته‌اند.

جنگل‌زدایی به ریشه‌کنیِ درختان جنگلیِ یک منطقه یا زمین گفته می‌شود که در نتیجهٔ آن، تمام یا بخشِ بزرگی از درختان قطع می‌شود و پهنهٔ جدید به عنوانِ یک منطقهٔ غیرجنگلی موردِ استفاده قرار می‌گیرد. تبدیلِ زمین‌های جنگلی به مزارع، باغات میوه، مثل موز، انبه، آناناس و غیره، یا استفادهٔ شهری، نمونه‌هایی از جنگل‌زدایی است. حدود نیمی از جنگل‌های اصلیِ دنیا تا سال ۲۰۱۱ از بین‌رفته‌اند که بیشترِ آن‌ها در طولِ ۵۰ سالِ گذشته از بین رفته‌بودند. همچنین تا سال ۱۹۹۰ میلادی، نیمی از جنگل‌های بارانی دنیا نابود شده بودند. بیش از نیمی از جانوران و گیاهانِ جهان در جنگل‌های استوایی زندگی می‌کنند.
جنگل‌زدایی دومین عامل گرمایش جهانی است که فجایع زیست‌محیطی  خطرناکی را در پی دارد.
حذف درختان، بدون رسیدگی کافی و احیای جنگل منجر به آسیب زیستگاه و از بین رفتن تنوع زیستی میگردد. از طرفی همانطور که در شرایط کنونی و در گذشته از طریق فسیل‌ها مشاهده شده‌است، جنگل‌زدایی باعث انقراض گونه‌های گیاهی و جانوری، تغییر شرایط اقلیمی، بیابان‌زایی و جابجایی جمعیت‌ها می‌شود. جنگل‌زدایی همچنین باعث کاهش بیولوژیکی دی‌اکسید‌کربن دراتمسفر گردیده و چرخه‌های بازخورد منفی را افزایش می‌دهد امری که به گرم‌شدن کره زمین نیز کمک می‌کند. این درحالی است که  گرمایش جهانی هم فشار بیشتری را بر جوامعی که با پاکسازی جنگل‌ها جهت مصارف کشاورزی و کاهش زمین‌های زراعی به دنبال امنیت غذایی هستند، افزایش می‌دهد. جنگل‌زدایی معمولاً موجب اثرات زیست‌محیطی مهم دیگری مانند فرسایش نامطلوب خاک و تخریب زمین‌های بایر نیز میگردند.   

## عوامل
جنگل‌زدایی به دلایل گوناگونی از قبیل استفاده یا فروش درختان قطع‌شده به عنوان سوخت یا چوب، استفاده از جنگل برای چراگاه دام، ساخت مزارع یا شهرک‌ها به وقوع می‌پیوندد. حذف زیاد درختان بدون احیای مکفی جنگل  به زیستگاه صدمه وارد کرده و باعث کاهش تنوع زیستی شده‌است. جنگل‌زدایی نیز در جنگ به منظور محروم کردن دشمن از پوشش برای نیروهای خود و همچنین منابع حیاتی مورد استفاده قرار می‌گرفت. نمونه‌ای مدرن از این نوع جنگل‌زدایی عامل نارنجی توسط ارتش ایالات متحده در ویتنام در دوران جنگ ویتنام بود. مناطق زدوده‌شده از درخت معمولاً متحمل فرسایش خاک شدید شده و غالباً به سمت تنزل می‌روند.

## اثرات زیست‌محیطی

### جوی
جنگل‌زدایی در حال انجام است و شکل آب و هوا و جغرافیا را تغییر میدهد. جنگل‌زدایی یکی از عوامل گرمایش جهانی هوای کره زمین است و اغلب به عنوان یکی از دلایل اصلی افزایش اثر گلخانه‌ای شناخته می‌شود. جنگل‌زدایی مناطق استوایی عامل قریب به  ۲۰ درصد از انتشار گازهای گلخانه‌ای در جهان است.

## پیشگیری
بی‌توجهی یا فقدان ارزش نسبت داده‌شده به جنگل‌ها، کمبود دانش، مدیریت غلط، سهل‌انگاری و کمبود قوانین زیست‌محیطی باعث می‌شود که جنگل‌زدایی در مقیاسی بزرگ‌تر رخ دهد. جنگل‌زدایی در بسیاری از کشورها به‌طور طبیعی و انسانی رخ می‌دهد و در حال حاضر نیز انجام می‌پذیرد. جنگل‌زدایی، باعث انقراض گونه‌های زیستی، تغییرات اساسی در چرخهٔ کربن، تغییرات شرایط آب و هوایی، ایجاد بیابان‌ها و جابه‌جایی جمعیت می‌شود.